# Giulio Romano

Madonna met kind door Giulio Romano, 1525, Galleria degli Uffizi, Florence

Giulio Romano (Rome, ca. 1499 - Mantua, 1 november 1546) was een architect en kunstschilder uit de school van Rafaël. Andere namen van Giulio Romano zijn Giulio di Pietro de'Gianuzzi en Giulio Pippi.
Na de dood van Rafaël nam Romano, samen met Giovan Francesco Penni, zijn werkplaats over en werd daarmee een van de belangrijkste schilders in het Rome van de 16e eeuw. Met de werkplaats nam hij ook alle openstaande opdrachten over, waaronder een opdracht voor vier monumentale schilderijen voor paus Leo X.
In 1524 werd hij door de hertog Federico II Gonzaga naar Mantua ontboden om als architect te werken. In 1526 begon hij aan het Palazzo del Te. Dit was niet alleen zijn grootste architecturale prestatie, maar ook het hoogtepunt van zijn schilderscarrière. In die tijd maakte hij ook een serie erotische schilderijen die de basis werden van Marcantonio Raimondi’s I Modi.

## Schilderstijl
Romano werd een van de meest vooraanstaande schilders binnen het maniërisme.
Vanaf 1520 was hij paneelschilder, hierin kon hij zijn levendige kleuren en voorkeur voor de nieuwe maniëristische stijl kwijt.

## Werken
Documenten in het Vaticaan tonen aan dat Romano heeft meegewerkt aan De veldslag bij Ostia en De brand in de Borgo, fresco's van Rafaël.
- De val van Icarus, tekening, circa 1536
- Scène met vissers, 1527-1528
- Johannes de Doper in de wildernis
- Jona en de walvis, circa 1531-1532

## Musea
De werken van Giulio Romano zijn in diverse musea te zien, onder andere in:
- Hermitage, Sint-Petersburg
- J. Paul Getty Museum, Los Angeles
- Liechtenstein Museum, Wenen
- Louvre, Parijs
- Metropolitan Museum of Art, New York